# Ursicin (roi)
Ursicin (en latin Ursicinus) est un roi alaman du IVe siècle.
D'après l'historien romain Ammien Marcellin, le César Julien défait une coalition de rois alamans en 357 lors de la bataille d'Argentoratum. Face à lui se tenaient Chnodomar, chef de la coalition, Ursicinus, Makrian, Hariobaud, Ur, Vadomar et Vestralp. Visiblement aucune royauté globale alémnanique n'existait à ce moment, si bien que les plus grands clans devaient se confédérer. 
Une partie des études admettent qu'Ursicinus et quelques autres rois alamans et leurs troupes furent sur le lieu de la bataille, mais sans y prendre personnellement part (cf. Fischer, S. 562).
En 359 Julien et ses troupes franchirent le Rhin vers Mogontiacum (Mayence). Après que les Romains eurent saccagé les terres des Alamans, tous les prisonniers romains furent libérés. Un traité de paix s'ensuivit. On ne possède aucun autre écrit concernant Ursicinus.